# Rhamphomyia pseudogibba
Rhamphomyia pseudogibba är en tvåvingeart som beskrevs av Gabriel Strobl 1910. Rhamphomyia pseudogibba ingår i släktet Rhamphomyia och familjen dansflugor. Inga underarter finns listade i Catalogue of Life.